# 巴爾的摩環線

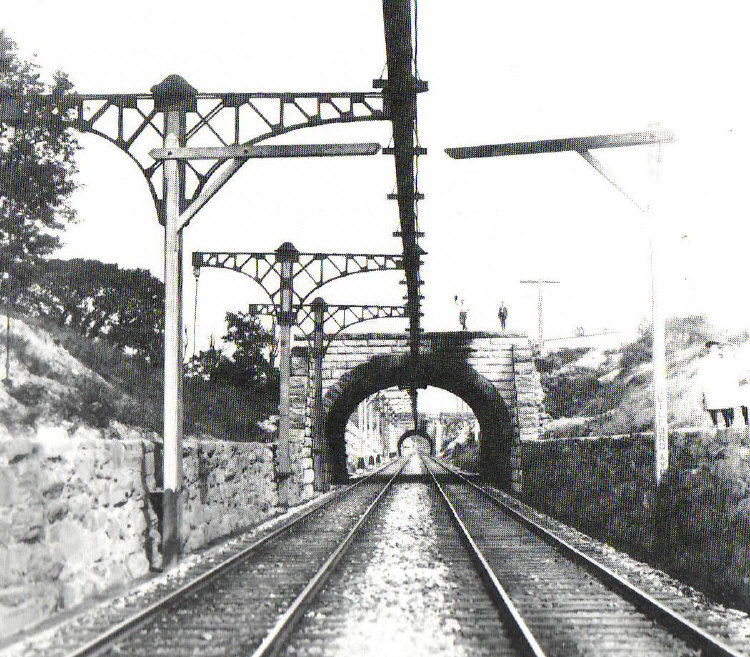
巴爾的摩與俄亥俄鐵路的巴爾的摩環線架空第三軌供電系統，位於巴爾的摩的基爾福德大街，因為本線有許多隧道路段，架空線的位置便設計於隧道穹頂最高點以取得最大的淨空。

巴爾的摩環線是由巴爾的摩與俄亥俄鐵路建築於1890年代，連接該鐵路位於巴爾的摩的舊有路線以及通往費城方面的新線。全線包括霍华德街隧道、皇家山車站，也是美國第一條電氣化的幹線鐵路。目前本線由CSX運輸營運，屬於該公司的巴爾的摩終端段。

## 緣起
搭乘巴爾的摩與俄亥俄鐵路班車的乘客欲往紐約的話，原先是在巴爾的摩與俄亥俄鐵路的巴爾的摩坎登車站搭乘馬車，經由普拉特街，到費城威爾明頓與巴爾的摩鐵路（Philadelphia, Wilmington and Baltimore Railroad，PW&B）的總統街車站（President Street Station）轉車1884年 PW&B 被賓夕法尼亞鐵路收購，從而停止此轉乘關係。巴爾的摩與俄亥俄鐵路於是自行建築從巴爾的摩通往費城的支線（正式稱為巴爾的摩與費城鐵路，Baltimore and Philadelphia Railroad）以連接雷丁鐵路，再連接紐澤西中央鐵路，以使其旅客能抵達紐約。此路線也銜接史坦登島鐵路；該鐵路承擔巴爾的摩與俄亥俄鐵路於紐約的貨車調度服務。

## 建築
將新的費城支線與巴爾的摩與俄亥俄鐵路系統的其他路線銜接起來有幾個難題。穿越市中心的路線過於昂貴，政治上也會引起反彈。沿市區周圍建築則受限於此區起伏地形與交錯河流而需要大量削平、填築地面與橋梁建築。當時以鐵路輪渡作為權宜之計，並謀求直接連接線路之道。

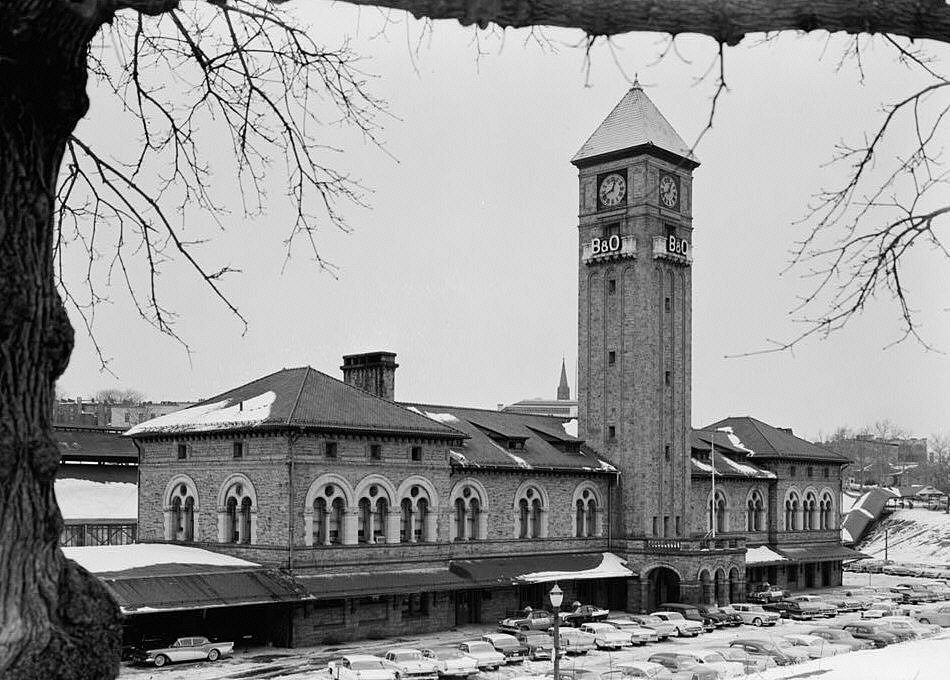
皇家山車站，1961年

巴爾的摩與俄亥俄鐵路選擇的路線是由位於巴爾的摩內港西側的坎登車站終端開始，在霍华德街下方建造隧道，向北至跨越既有的賓夕法尼亞鐵路路線處之前為止。 
在隧道的北口建築了皇家山車站，而後軌道向東轉彎，經過六個較小的隧道穿越城區，最後朝向東南，在坎東以北銜接已經築好的新線。不過修築費用使得該公司在1895年本線啟用後不久就陷入破產。
最初計畫興建三個新車站，不過由於考慮到可能影響貨運列車以及經費縮減，因此只興建了皇家山車站；該站在1896年9月1日啟用。在1897年，於坎登車站的東端，興建了下層月台以供本線列車使用。

### 霍华德街隧道

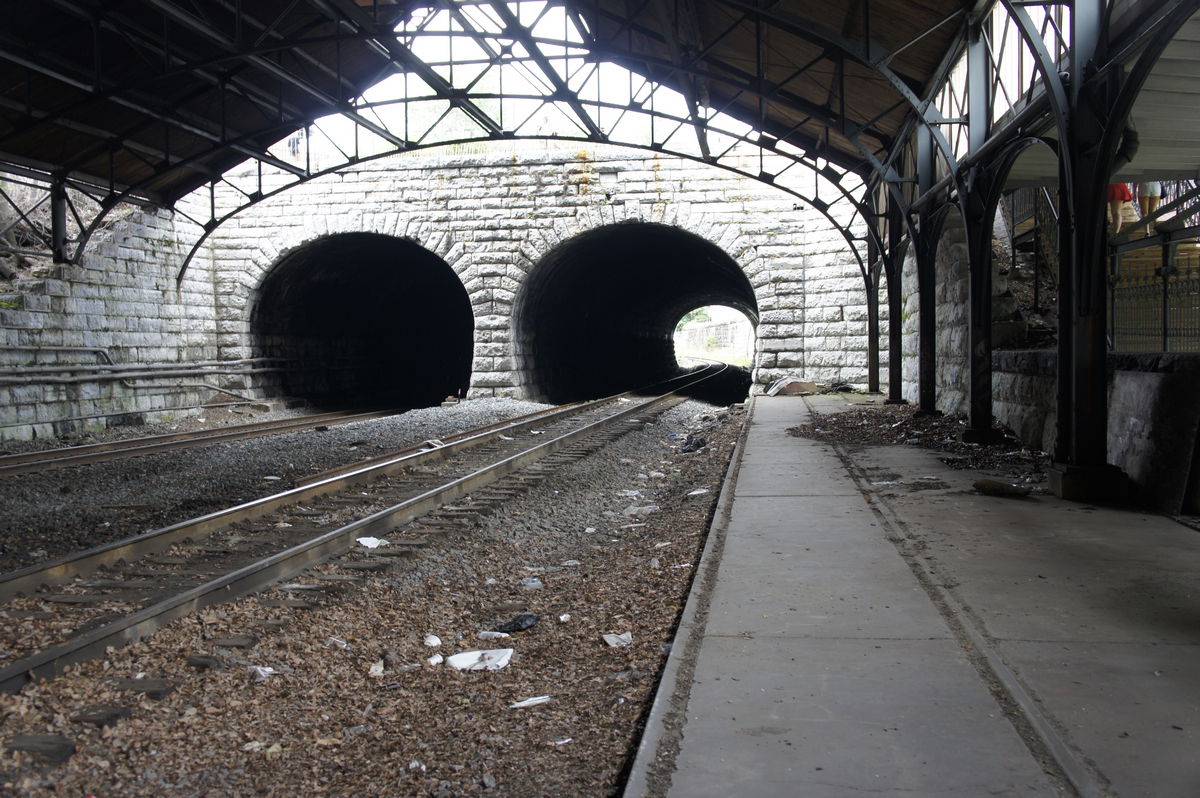
皇家山車站北端的隧道

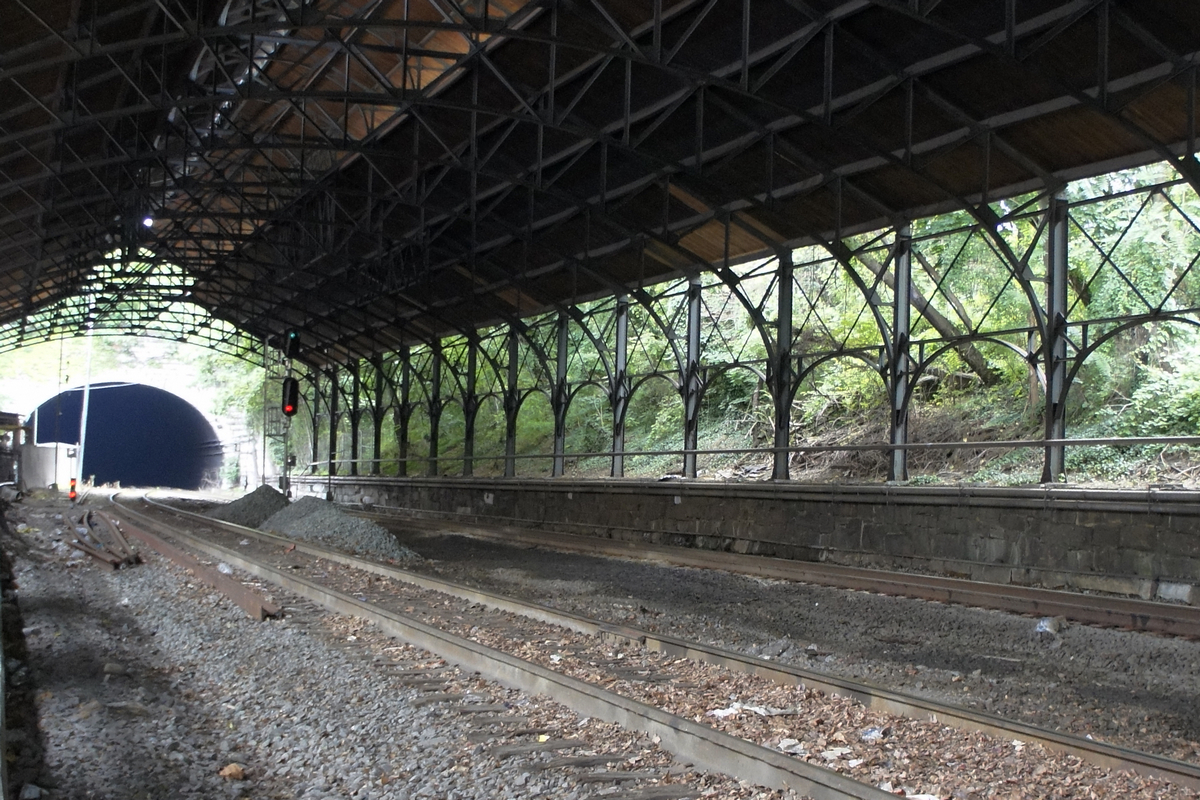
由皇家山車站所見霍华德街隧道北口

霍华德街隧道原長1.4-英里（2.3-），位於巴爾的摩市中心的霍华德街地下，從1890年起施工，歷時四年半，在1895年完工，是巴爾的摩與俄亥俄鐵路路線中最長的隧道。隧道以鐵拱內襯磚塊。建成當時因為使用了電燈照明以及電力機車而被認為頗為創新。隧道內有一個地下月台供開往坎登車站的列車使用。霍华德街隧道被列入美國國家史蹟名錄。

## 電氣化

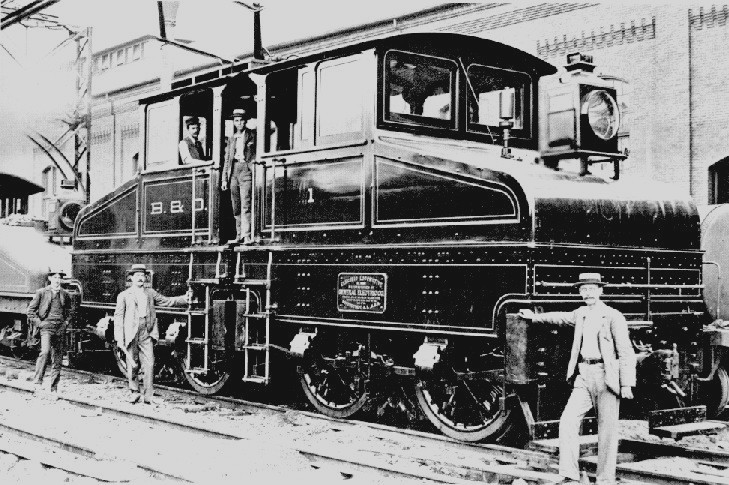
巴爾的摩與俄亥俄鐵路的電力機車

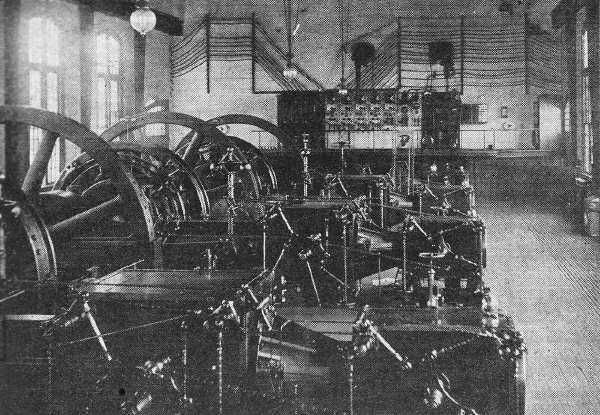
巴爾的摩與俄亥俄鐵路的發電站內部，1910年。該發電站供應675伏特的直流電給巴爾的摩環狀線使用。

當時賓夕法尼亞鐵路穿越巴爾的摩的路線已經營運20年之久，而因為本地地形起伏之故，該路線穿越城區有很大一部份是隧道，加上當時使用的蒸氣機車，造成通風上的嚴重問題。賓夕法尼亞鐵路嘗試以大型煙囪解決問題，但並未成功。1890年代電力機車的構想漸漸可行，1892年巴爾的摩與俄亥俄鐵路簽約向通用電氣購買電力機車、發電站、供電系統。整套系統在1895年開始交貨，在1895年6月27日，第一列由通用電氣的電力機車牽引的列車通過霍華街隧道。
電氣化段，朝向坎登車站方向為下坡，向南開的列車（在巴爾的摩與俄亥俄鐵路的時刻表上稱為「西行」）從皇家山車站開始僅需滑行通過隧道，而由於蒸氣列車並未出力，所造成的排煙便相對輕微。向北開的列車（在巴爾的摩與俄亥俄鐵路的時刻表上稱為「東行」）則需要爬行上坡，在坎登車站讓電力機車連接於最前端，由其牽引全列車連同蒸汽機車通過霍华德街隧道。向北行駛的旅客列車停靠皇家山車站時，將電力機車與列車分離；貨運列車則由電力機車繼續牽引兩英里遠抵達東巴爾的摩的杭丁頓大街（Huntingdon Avenue），蒸汽機車開始出力牽引列車，電力機車與列車分離後向前加速離開，駛入側線。 

## 日後運行
本線歷史上多數時間列車並不多，客運列車於1958年停駛，每天雙向平均只有六班紐約與華盛頓之間的列車，而貨運列車受限於巴爾的摩與俄亥俄鐵路的路線在巴爾的摩以東沿線缺少工業區，以及在華盛頓地區沒有跨過波多馬克河而與更南方的鐵路相連的路線，因而貨運列車也不多。賓夕法尼亞鐵路繁忙的主線主宰了往美國東北地區的運輸。
但到了1970年代兩家鐵路公司都陷入財務危機。賓夕法尼亞鐵路在1968年併入賓州中央鐵路，兩年以後新公司又宣告破產。巴爾的摩與俄亥俄鐵路則在1973年成為切西系統的一部份，該公司在1980年又併入CSX公司。
1976年賓夕法尼亞鐵路的路線併入新成立的Amtrak系統，該線之後改稱東北走廊（Northeast Corridor，NEC），其於貨運的作用大為式微。1987年在馬里蘭州的切斯發生的一場意外，進一步減少了東北走廊上的貨運列車。巴爾的摩環線（改由 CSX運行）因而成為由巴爾的摩到費城的鐵路貨運運輸上的重要連結；本段成為巴爾的摩港往美國東岸與中西部鐵路貨物運輸的重要樞紐與瓶頸。

### 霍华德街隧道火災
2001年7月18日，一列有60節車廂的CSX運輸貨運列車在霍华德街隧道內出軌，引發火災，延燒六天之久，鐵路運輸更久之後才恢復。本事件引起大家對於環線鐵路對周圍環境安全以及作為鐵路交通核心的關心。CSX運輸採行許多措施以改進本路段安全性，但仍受限於隧道地底深度（其南端離地表僅有三英尺）以及周圍土壤的不穩定程度。